# Scutobruchus ferocis
Scutobruchus ferocis is een keversoort uit de familie bladkevers (Chrysomelidae). De wetenschappelijke naam van de soort werd in 1983 gepubliceerd door Kingsolver.